# Ghisalba
Ghisalba är en ort och kommun i provinsen Bergamo i regionen Lombardiet i Italien. Kommunen hade 6 173 invånare (2018).